# Аэций Антиохийский
Аэ́ций (Аэ́тий; др.-греч. Αέτιος; умер около 367) — древнеримский христианский арианский богослов родом из Келесирии, один из лидеров арианской секты аномеев. От своих религиозных противников получил прозвище «безбожник».
Бо́льшая часть его биографии неизвестна. Считается, что он родился или в рабстве, или в большей бедности, впоследствии работал ювелиром и финансово поддерживал свою овдовевшую мать, а также изучал философию, после смерти матери продолжил изготавливать и торговать ювелирными изделиями и начал изучать христианское богословие и медицину. Впоследствии некоторое время работал виноградарем, затем опять ювелиром, а позже стал странствующим лекарем и активно участвовал в медицинской полемике, однако в итоге нашёл своё призвание в религиозном служении.
Его учителями были ариане: епископ Антиохийский Павлин, епископ Аназарба Афанасий, пресвитер Антоний из Тарса. В 350 году он был рукоположён в сан диакона в Антиохии, но вскоре был вынужден покинуть город из-за преследований со стороны тринитариев. На синоде в Сирмии одержал победу в богословском споре с омиусианами. В 356 году вместе с Евномием отправился в Александрию в целях пропаганды арианства, но был изгнан оттуда Констанцием II. При Юлиане он, однако, был помилован, получил имение на острове Лесбос и некоторое время провёл при императорском дворе в Константинополе. Был рукоположён в епископы, после воцарения Валента II в 364 году удалился на Лесбос, но вскоре вернулся в Константинополь и умер там примерно в 367 году.
- Эта статья (раздел) содержит текст, взятый (переведённый) из одиннадцатого издания «Британской энциклопедии», перешедшего в общественное достояние.